# Ernst Schulin
Ernst Wilhelm Richard Schulin (* 12. Oktober 1929 in Kassel; † 13. Februar 2017 in Freiburg im Breisgau) war ein deutscher Historiker.
Schulin lehrte von 1974 bis 1995 an der Albert-Ludwigs-Universität Freiburg als Professor für Neuere Geschichte. Neben universalgeschichtlichen Fragestellungen befasste er sich mit der Geschichte Englands, der frühen Neuzeit und der Geschichte der Geschichtswissenschaft. Anerkennung erwarb er sich in der Geschichtswissenschaft auch als Herausgeber der Walther-Rathenau-Gesamtausgabe.

## Leben und Wirken
Schulins Vorfahren väterlicherseits waren hessische Juristen und ostpreußische Kaufleute. Sein Vater, Kurt Schulin, war Vizepräsident am Hessischen Verwaltungsgerichtshof. Die Vorfahren seiner Mutter Charlotte, geborene Kirsch, waren schlesische Gutspächter und Handwerker. Schulin wuchs in Kassel auf. Er studierte Geschichte, Germanistik und Religionswissenschaft von 1949 bis 1955 in Göttingen und für ein Semester in Tübingen. Im Jahr 1952 ging er für fünf Monate nach Spanien. Im Jahre 1954 besuchte er für vier Monate Kurse am Institut d’études politiques de Paris. Von seinen akademischen Lehrern prägte ihn besonders der Orientalist und Religionshistoriker Hans Heinrich Schaeder. Im Jahr 1956 wurde er bei Percy Ernst Schramm in Göttingen promoviert mit der Arbeit Die weltgeschichtliche Erfassung des Orients bei Hegel und Ranke. Von 1958 bis 1965 war er wissenschaftlicher Assistent zunächst bei Martin Göhring am Institut für Europäische Geschichte in Mainz, dann an der Universität Gießen. Die Habilitation erfolgte dort mit der ideengeschichtlichen Arbeit Handelsstaat England. Das politische Interesse der Nation am Außenhandel vom 16. bis ins frühe 18. Jahrhundert. Seine Antrittsvorlesung in Gießen hielt er 1965 über Leopold von Rankes erstes Buch.
Schulin lehrte 1966 zunächst als Lehrstuhlvertreter an der Freien Universität Berlin, dann als Professor für Neuere Geschichte an der Technischen Universität Berlin (1967–1974) und im Anschluss als Nachfolger von Erich Hassinger auf dem Lehrstuhl für Neuere und Neueste Geschichte an der Albert-Ludwigs-Universität Freiburg (1974–1995). In Freiburg war er 1978/1979 Dekan der Philosophischen Fakultät IV. Schulin hatte während seiner Freiburger Lehrtätigkeit Auslandsaufenthalte in Großbritannien (am St Antony’s College in Oxford 1976), Spanien, Australien (Sydney) und Israel (Institut für Deutsche Geschichte, Tel Aviv, 1980). Schulin war 1985/86 Stipendiat des Historischen Kollegs in München. Das im September 1986 abgehaltene Kolloquium widmete sich dem Thema „Deutsche Geschichtswissenschaft nach dem Zweiten Weltkrieg (1945–1965)“. Gemeinsam mit Wolfgang Reinhard war er seit 1992 Herausgeber der Reihe Rombach Wissenschaft Reihe Historiae. Nach Ende des Wintersemesters 1995 wurde er emeritiert. Zu seinen akademischen Schülern gehörten Gangolf Hübinger, Christoph Marx, Erich Pelzer, Martin Sabrow, Benedikt Stuchtey und Jürgen Osterhammel.
Schulins Forschungsschwerpunkte waren die Geschichte der Geschichtswissenschaft im 19. und 20. Jahrhundert sowie die jüdische, englische und französische Geschichte. Schulin wird zu den international führenden Vertretern und besten Kennern der Historiographiegeschichte gezählt. Er forschte über die Zeitgeschichtsschreibung des 19. Jahrhunderts und die deutsche Historiographie nach 1945. Im Jahr 1974 gab er einen umfangreichen Band zur Universalgeschichte heraus, der in der Fachwelt allerdings nur verhalten aufgenommen wurde.
Schulin forschte eingehend über Walther Rathenau. Er wurde Mitglied der Walther-Rathenau-Gesellschaft. Er war ab 1977 Mitherausgeber einer vielbändigen Walther-Rathenau-Gesamtausgabe. Über Rathenau veröffentlichte er 1979 eine Biographie. Seine Rathenau-Forschungen führten ihn zur Geschichte des deutschen Judentums. Schulin war auch ein Kenner des Denkens von Hannah Arendt. Mit Bernd Martin organisierte er die Freiburger Ringvorlesung (1980/81) über die „Juden als Minderheit“ von der Antike bis zur Vernichtung unter der nationalsozialistischen Diktatur. Dafür konnten Historiker wie François-Georges Dreyfus, Jacob Goldberg und František Graus gewonnen werden. Die Rathenau-Forschungen führten Schulin auch zur Geschichte der jüdischen Mannheimer Familie des Fabrikanten und Bankiers Bernhard Kahn. Eine Rekonstruktion der Familiengeschichte durch eine Biographie hatte Schulin mit seiner Frau angekündigt. Dieser Plan konnte nicht mehr umgesetzt werden.
Seine Verbundenheit zu Freiburg zeigte sich in der 1983 veröffentlichten Geschichte der Evangelischen Kirchengemeinde von 1807 bis 1982. Schulin befasste sich mit den großen, weltgeschichtlichen Wenden, 1517, 1789 oder 1917. Reformation und Französische Revolution verstand er als internationale Aufstandsgeschichten und Epochenumbrüche. Im Jahr 1988 publizierte er anlässlich des zweihundertjährigen Jubiläums eine bis heute mehrmals aufgelegte Darstellung über die Französische Revolution. Im Jahr 1999 erschien von ihm eine Darstellung zu Karl V. Die Arbeit porträtierte den Kaiser nicht biographisch, sondern in seinem Wirkungsbereich.
Von 1968 bis 1995 gehörte er der Historischen Kommission zu Berlin an. Schulin war von 1969 bis 1995 Mitglied und ab 1992 Vorsitzender im Britisch-Deutschen-Historikerkreis, deren Bestrebungen zur Gründung des Deutschen Historischen Instituts in London führten. Über viele Jahre war er Beiratsmitglied der Zeitschrift Storia della Storiografia. Im Jahr 1981 wurde Schulin ordentliches Mitglied der Heidelberger Akademie der Wissenschaften. Ihm wurde 1999 das Bundesverdienstkreuz am Bande verliehen. Schulin wurde 2005 Ritter der Ehrenlegion und erhielt damit den ranghöchsten französischen Verdienstorden.
Schulin heiratete 1957. Aus der Ehe gingen drei Kinder hervor. Im Alter von 87 Jahren verstarb Schulin am 13. Februar 2017 in Freiburg im Breisgau.

## Schriften (Auswahl)
Ein Schriftenverzeichnis erschien in: Gangolf Hübinger, Jürgen Osterhammel, Erich Pelzer (Hrsg.): Universalgeschichte und Nationalgeschichten. Ernst Schulin zum 65. Geburtstag. Rombach, Freiburg 1994, ISBN 3-7930-9120-1, S. 345–361.
Monographien
- Die Französische Revolution. 5. Auflage, Beck, München 2013, ISBN 978-3-406-65877-8 (Erstausgabe 1988).
- Kaiser Karl V. Geschichte eines übergroßen Wirkungsbereiches. Kohlhammer, Stuttgart u. a. 1999, ISBN 3-17-015695-0.
- Arbeit an der Geschichte. Etappen der Historisierung auf dem Weg zur Moderne (= Edition Pandora. Bd. 35). Campus-Verlag, Frankfurt am Main u. a. 1992, ISBN 3-593-35854-9.
- Geschichtswissenschaft in unserem Jahrhundert. Probleme und Umrisse einer Geschichte der Historie (= Schriften des Historischen Kollegs. Vorträge. Bd. 16). München 1988 (Digitalisat).
- Walther Rathenau. Repräsentant, Kritiker und Opfer seiner Zeit (= Persönlichkeit und Geschichte. Biographische Reihe. Bd. 104/104a). Musterschmidt, Göttingen 1979, ISBN 3-7881-0104-0.
- Traditionskritik und Rekonstruktionsversuch. Studien zur Entwicklung von Geschichtswissenschaft und historischem Denken. Vandenhoeck & Ruprecht, Göttingen 1979, ISBN 3-525-36173-4.
- Handelsstaat England. Das politische Interesse der Nation am Außenhandel vom 16. bis ins frühe 18. Jahrhundert (= Veröffentlichungen des Instituts für Europäische Geschichte, Mainz. Bd. 50). Steiner, Wiesbaden 1968.
- Die weltgeschichtliche Erfassung des Orients bei Hegel und Ranke. Vandenhoeck & Ruprecht, Göttingen 1958 (Zugleich: Göttingen, Universität, Dissertation, 1956).

Herausgeberschaften
- Deutsche Geschichtswissenschaft nach dem Zweiten Weltkrieg (1945–1965) (= Schriften des Historischen Kollegs. Bd. 14). Oldenbourg, München 1989, ISBN 3-486-54831-X (online).
- mit Bernd Martin: Die Juden als Minderheit in der Geschichte. dtv, München 1981, ISBN 3-423-01745-7.
- Gedenkschrift Martin Göhring. Studien zur europäischen Geschichte (= Veröffentlichungen des Instituts für Europäische Geschichte, Mainz. Bd. 52). Steiner, Wiesbaden 1969.